# Jigeumeun matgo geuttaeneun teullida
Jigeumeun matgo geuttaeneun teullida (hangul: 지금은맞고그때는틀리다, e Sítio Certo, História Errada (título em Portugal) ou Certo Agora, Errado Antes (título no Brasil)), conhecido internacionalmente como Right Now, Wrong Then, é um filme sul-coreano do género drama, realizado e escrito por Hong Sang-soo e protagonizado por Jung Jae-young e Kim Min-hee. Estreou-se na Coreia do Sul a 24 de setembro de 2015, em Portugal a 14 de janeiro de 2016, e no Brasil estreia em maio de 2016.
Ganhou o Leopardo de Ouro na sexagésima oitava edição do Festival Internacional de Cinema de Locarno, onde Jung Jae-young foi distinguido com o prémio de melhor ator.

## Elenco
- Jung Jae-young como Ham Chun-su
- Kim Min-hee como Yoon Hee-jung
- Youn Yuh-jung como Kang Deok-soo
- Gi Ju-bong como Kim Won-ho
- Choi Hwa-jeong como Bang Soo-young
- Yoo Jun-sang como Ahn Seong-gook
- Seo Young-hwa como Joo Young-sil
- Go Ah-sung como Yeom Bo-ra

## Reconhecimentos
| Ano  | Prémio                                                  | Categoria                                  | Destinatários e nomeados | Resultado | Ref.  |
| ---- | ------------------------------------------------------- | ------------------------------------------ | ------------------------ | --------- | ----- |
| 2015 | 68º Festival Internacional de Cinema de Locarno         | Leopardo de Ouro                           |                          | Venceu    | [ 3 ] |
| 2015 | 68º Festival Internacional de Cinema de Locarno         | Melhor Ator                                | Jung Jae-young           | Venceu    | [ 3 ] |
| 2015 | 68º Festival Internacional de Cinema de Locarno         | Prémio do Júri Ecuménico - Menção Especial | Hong Sang-soo            | Venceu    | [ 3 ] |
| 2015 | 35º Prémios da Associação Coreana de Críticos de Cinema | Melhor Ator                                | Jung Jae-young           | Venceu    | [ 4 ] |
| 2015 | 35º Prémios da Associação Coreana de Críticos de Cinema | Dez Melhores Filmes do Ano                 |                          | Venceu    | [ 4 ] |
| 2015 | 36º Prémios Blue Dragon                                 | Melhor Ator                                | Jung Jae-young           | Indicado  | [ 5 ] |
| 2015 | 9º Prémios Asia Pacific Screen                          | Melhor Ator                                | Jung Jae-young           | Venceu    | [ 6 ] |